# Villeneuve-lès-Avignon
Villeneuve-lès-Avignon (lub Villeneuve lez Avignon) – miejscowość i gmina we Francji, w regionie Oksytania, w departamencie Gard.
Według danych na rok 1990 gminę zamieszkiwało 10 730 osób, a gęstość zaludnienia wynosiła 587 osób/km² (wśród 1545 gmin Langwedocji-Roussillon Villeneuve-lès-Avignon plasuje się na 19. miejscu pod względem liczby ludności, natomiast pod względem powierzchni na miejscu 428.).

## Historia
Założone pod koniec XIII wieku przez króla Francji Filipa Pięknego jako warownia graniczna. W okresie niewoli awiniońskiej wielu kardynałów zbudowało tu swoje pałace.

## Zabytki
- Wieża obronna (fr. Tour Philippe-le-Bel) zbudowana w latach 1293 - 1307[1].
- Fort St-André zbudowany w XIV wieku przez królów Francji Jana II Dobrego i Karola V[1].

## Współpraca
- Gythio, Grecja
- San Miniato, Włochy